# 1922년 전국체육대회 야구

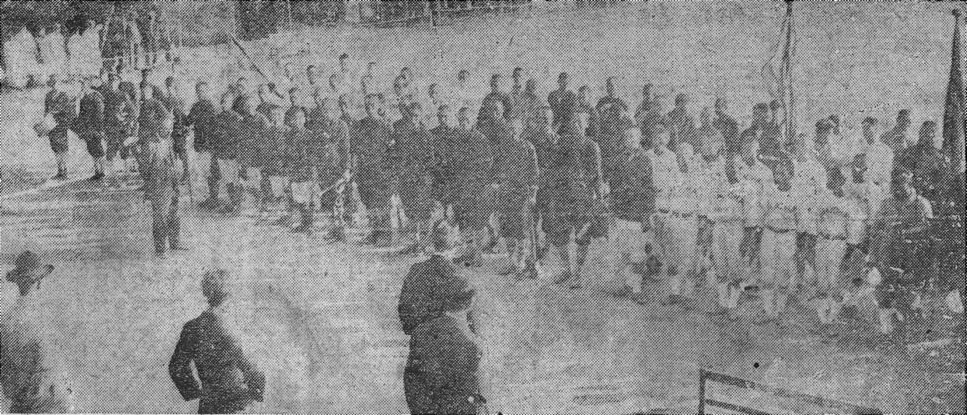
대회 개회식 모습

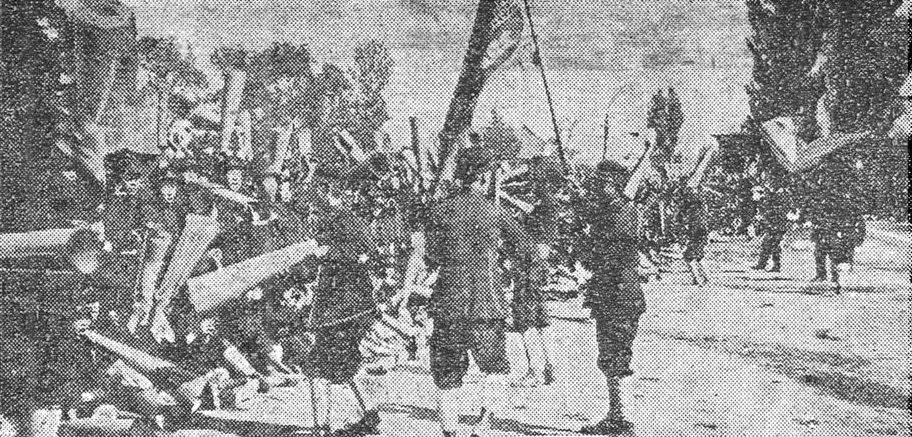
학생응원단의 모습

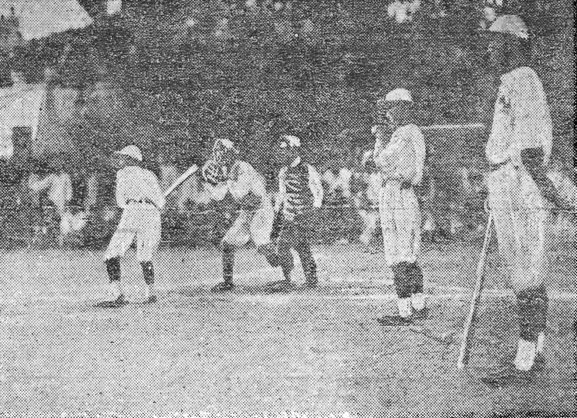
배재고등보통학교와 숭실중학 간 경기 장면

1922년 전국체육대회 야구는 일제강점기 조선 경성부에서 개최된 1922년 전국체육대회의 경기 종목이다. '제3회 전조선야구대회'로 개최되었으며 1922년 10월 14일부터 10월 17일까지 배재고등보통학교 운동장에서 개최되었다.

## 대회 준비
1921년에 개최된 제1회 전조선소년야구대회에서 발생한 난동 사건으로 배재고등보통학교가 제재를 받아 배재보통고등학교 선수단의 참가가 불가능하고 경기장 시설이 좋았던 배재보통고등학교 운동장을 이용할 수 없었다. 경기장 시설이 매우 열악했던 당시 배재보통고등학교에 대한 제재는 특정 학교와 선수단에 대한 징계를 넘어서 당시 한국 체육계의 경기장 이용에 불편을 초래했고 스포츠 강호를 배재한다는 것은 대회의 경기 수준 향상 측면에서도 좋지 않다는 여론이 일어났다. 결국 조선체육회의 이사회 결의와 7개 학교 교장들의 태도 완화로 1922년 9월 21일에 배재고등보통학교에 대한 징계가 해제되었다. 배재고등보통학교에 대한 징계 해제로 제3회 전조선야구대회는 배재고등보통학교 운동장에서 개최할 수 있게 되었고 배재 측 선수단 역시 참가할 수 있게 되었다.

## 대회 진행
제3회 전조선야구대회는 1922년 10월 14일부터 10월 17일까지 일제강점기 조선 경성부에 있는 배재고등보통학교 운동장에서 한국의 독립운동가인 이승훈의 시구를 시작으로 개최되었다. 중학부 종목에는 징계가 해제된 배재고등보통학교를 비롯하여 경신학교, 계성학교, 송도고등보통학교, 숭실중학, 오산학교, 중앙고등보통학교, 휘문고등보통학교 등 8개 선수단이 참가했고, 청년부 종목에는 대구청년단, 반도구락부, 배재구락부, 숭실구락부, 연희전문학교, 중앙체육부 등 6개 선수단이 참가했다.
중학부 종목에서 배재고등보통학교가 결승에서 숭실중학을 5:2로 이기며 우승했고, 청년부 종목에서는 중앙체육부가 배재구락부를 12:5로 이기며 우승을 차지했다. 중학부 종목에서 우승한 배재고등보통학교 선수단에게 당시 후원사인 동아일보가 일본 도쿄에서 재료를 들여와 진명여자고등보통학교 학생이 자수를 놓아 만든 우승기를 수여했다.

## 경기장
| 경기장                  | 도시 | 좌석 | 수용 | 부문   | 세부 종목 | 비고 |
| ----------------------- | ---- | ---- | ---- | ------ | --------- | ---- |
| 배재고등보통학교 운동장 | 경성 |      |      | 전부문 | 전종목    |      |

## 야구단
| 부문        | 야구단                         | 도시 | 첫 참가 | 횟수 | 비고 |
| ----------- | ------------------------------ | ---- | ------- | ---- | ---- |
| 청년부 남자 | 대구청년회 야구단 (경북)       | 대구 | 1921    | 2    |      |
| 청년부 남자 | 반도청년구락부 야구단 (경기)   | 경성 | 1921    | 2    |      |
| 청년부 남자 | 배재구락부 야구단 (경기)       | 경성 | 1920    | 2    |      |
| 청년부 남자 | 숭실구락부 야구단 (평남)       | 평양 | 1922    | 1    |      |
| 청년부 남자 | 연희전문학교 야구단 (경기)     | 경성 | 1922    | 1    |      |
| 청년부 남자 | 중앙체육부 야구단 (경기)       | 경성 | 1922    | 1    |      |
|             |                                |      |         |      |      |
| 중학부 남자 | 경신학교 야구단 (경기)         | 경성 | 1920    | 3    |      |
| 중학부 남자 | 계성학교 야구단 (경북)         | 대구 | 1922    | 1    |      |
| 중학부 남자 | 배재고등보통학교 야구단 (경기) | 경성 | 1920    | 2    |      |
| 중학부 남자 | 송도고등보통학교 야구단 (경기) | 개성 | 1921    | 2    |      |
| 중학부 남자 | 숭실학교 야구단 (평남)         | 평양 | 1922    | 1    |      |
| 중학부 남자 | 오산학교 야구단 (평북)         | 정주 | 1921    | 2    |      |
| 중학부 남자 | 중앙고등보통학교 야구단 (경기) | 경성 | 1920    | 3    |      |
| 중학부 남자 | 휘문고등보통학교 야구단 (경기) | 경성 | 1920    | 3    |      |

## 경기 일정
| 1922년    | 1922년    | 10월 | 10월 | 10월 |
| 1922년    | 1922년    | 14일 | 16일 | 17일 |
| --------- | --------- | ---- | ---- | ---- |
| 청년부    | 남자      |      |      |      |
| 중학부    | 남자      |      |      |      |
| 일일 합계 | 일일 합계 | 0    | 0    | 2    |
| 누적 합계 | 누적 합계 | 0    | 0    | 2    |

## 경기 결과

### 청년부
|  | 1라운드                      | 1라운드                  |                          |    | 준결승 | 준결승 |  |  | 결승 | 결승 |
|  |                              |                          |                          |    |        |        |  |  |      |      |
|  | 10월 16일 - 경성             |                          |                          |    |        |        |  |  |      |      |
|  |                              |                          |                          |    |        |        |  |  |      |      |
|  | 중앙체육부 야구단 (경기)     | 8                        |                          |    |        |        |  |  |      |      |
|  | 중앙체육부 야구단 (경기)     | 8                        |                          |    |        |        |  |  |      |      |
|  | 대구청년회 야구단 (경북)     | 2                        |                          |    |        |        |  |  |      |      |
|  | 대구청년회 야구단 (경북)     | 2                        | 중앙체육부 야구단 (경기) |    |        |        |  |  |      |      |
|  |                              |                          |                          |    |        |        |  |  |      |      |
|  |                              |                          | 부전승                   |    |        |        |  |  |      |      |
|  |                              |                          |                          |    |        |        |  |  |      |      |
|  |                              |                          | 10월 17일 - 경성         |    |        |        |  |  |      |      |
|  |                              |                          |                          |    |        |        |  |  |      |      |
|  | 중앙체육부 야구단 (경기)     | 12                       |                          |    |        |        |  |  |      |      |
|  | 중앙체육부 야구단 (경기)     | 12                       | 10월 16일 - 경성         |    |        |        |  |  |      |      |
|  |                              | 배재구락부 야구단 (경기) | 5                        |    |        |        |  |  |      |      |
|  | 배재구락부 야구단 (경기)     | 배재구락부 야구단 (경기) | 5                        | 5A |        |        |  |  |      |      |
|  | 배재구락부 야구단 (경기)     | 10월 16일 - 경성         |                          | 5A |        |        |  |  |      |      |
|  | 연희전문학교 야구단 (경기)   | 3                        |                          |    |        |        |  |  |      |      |
|  | 연희전문학교 야구단 (경기)   | 3                        | 배재구락부 야구단 (경기) | 10 |        |        |  |  |      |      |
|  | 10월 16일 - 경성             |                          | 배재구락부 야구단 (경기) | 10 |        |        |  |  |      |      |
|  |                              | 숭실구락부 야구단 (평남) | 0                        |    |        |        |  |  |      |      |
|  | 반도청년구락부 야구단 (경기) | 숭실구락부 야구단 (평남) | 0                        | 6  |        |        |  |  |      |      |
|  | 반도청년구락부 야구단 (경기) |                          |                          | 6  |        |        |  |  |      |      |
|  | 숭실구락부 야구단 (평남)     | 10                       |                          |    |        |        |  |  |      |      |
|  | 숭실구락부 야구단 (평남)     | 10                       |                          |    |        |        |  |  |      |      |

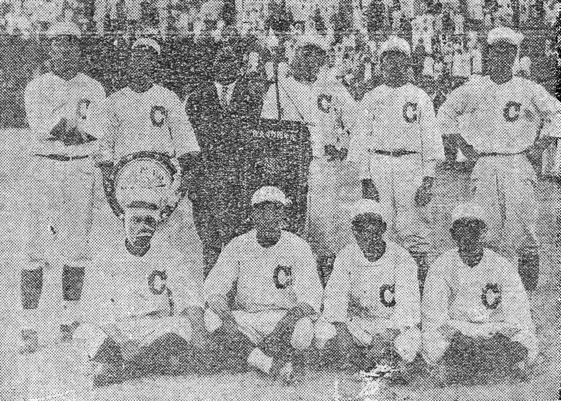
청년부에서 우승한 중앙체육부의 모습

청년부 남자 종목에서는 대구청년회 야구단, 반도청년구락부 야구단, 배재구락부 야구단, 숭실구락부 야구단, 연희전문학교 야구단, 중앙체육부 야구단 등 6개 야구단이 참가했다. 1922년 10월 16일 10시 50분부터 진행된 배재구락부 야구단과 연희전문학교 야구단 간의 1라운드 첫번째 경기는 배재구락부 야구단이 5:3으로 이겼고, 중앙체육부 야구단과 대구청년회 야구단 간의 1라운드 두번째 경기는 중앙체육부 야구단이 8:2로 이기며 다음 라운드 진출에 성공했고, 반도청년구락부 야구단과 숭실구락부 야구단 간의 1라운드 세번째 경기는 숭실구락부 야구단이 10:6으로 이기며 준결승에 진출했다. 1922년 10월 16일 16시 10분에 진행된 배재구락부 야구단과 숭실구락부 야구단 간의 준결승 경기는 배재구락부 야구단이 4회까지 10:0으로 콜드 게임 승리하여 결승에 진출했다. 1922년 10월 17일 14시 45분에 시작된 중앙체육부 야구단과 배재구락부 야구단 간의 결승 경기는 12:5로 중앙체육부 야구단이 승리하며 대회 우승을 차지했다.

### 중학부
|  | 8강                     | 8강                     |                         |     | 준결승 | 준결승 |  |  | 결승 | 결승 |
|  |                         |                         |                         |     |        |        |  |  |      |      |
|  | 10월 14일 - 경성        |                         |                         |     |        |        |  |  |      |      |
|  |                         |                         |                         |     |        |        |  |  |      |      |
|  | 송도고등보통학교 (경기) | 1A                      |                         |     |        |        |  |  |      |      |
|  | 송도고등보통학교 (경기) | 1A                      | 10월 14일 - 경성        |     |        |        |  |  |      |      |
|  | 휘문고등보통학교 (경기) | 10                      |                         |     |        |        |  |  |      |      |
|  | 휘문고등보통학교 (경기) | 10                      | 휘문고등보통학교 (경기) | 0   |        |        |  |  |      |      |
|  | 10월 14일 - 경성        |                         | 휘문고등보통학교 (경기) | 0   |        |        |  |  |      |      |
|  |                         | 배재고등보통학교 (경기) | 3                       |     |        |        |  |  |      |      |
|  | 오산학교 (평북)         | 배재고등보통학교 (경기) | 3                       | 3   |        |        |  |  |      |      |
|  | 오산학교 (평북)         |                         | 10월 17일 - 경성        | 3   |        |        |  |  |      |      |
|  | 배재고등보통학교 (경기) | 5                       |                         |     |        |        |  |  |      |      |
|  | 배재고등보통학교 (경기) | 5                       | 배재고등보통학교 (경기) | 5   |        |        |  |  |      |      |
|  | 10월 14일 - 경성        |                         | 배재고등보통학교 (경기) | 5   |        |        |  |  |      |      |
|  |                         | 숭실학교 (평남)         | 2                       |     |        |        |  |  |      |      |
|  | 숭실학교 (평남)         | 숭실학교 (평남)         | 2                       | 10A |        |        |  |  |      |      |
|  | 숭실학교 (평남)         | 10월 16일 - 경성        |                         | 10A |        |        |  |  |      |      |
|  | 경신학교 (경기)         | 6                       |                         |     |        |        |  |  |      |      |
|  | 경신학교 (경기)         | 6                       | 숭실학교 (평남)         | 8A  |        |        |  |  |      |      |
|  | 10월 14일 - 경성        |                         | 숭실학교 (평남)         | 8A  |        |        |  |  |      |      |
|  |                         | 계성학교 (경북)         | 4                       |     |        |        |  |  |      |      |
|  | 계성학교 (경북)         | 계성학교 (경북)         | 4                       | 9   |        |        |  |  |      |      |
|  | 계성학교 (경북)         |                         |                         | 9   |        |        |  |  |      |      |
|  | 중앙고등보통학교 (경기) | 8                       |                         |     |        |        |  |  |      |      |
|  | 중앙고등보통학교 (경기) | 8                       |                         |     |        |        |  |  |      |      |

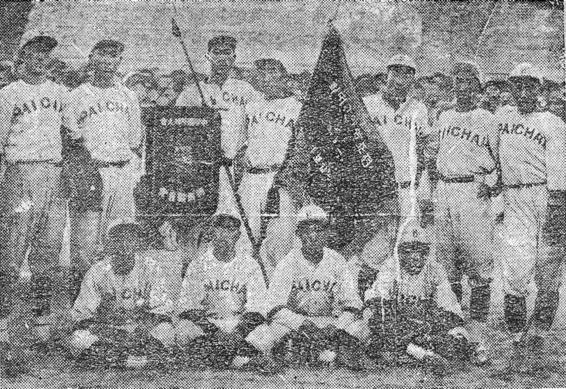
중학부에서 우승한 배재고등보통학교의 모습

중학부 남자 종목에서는 경신학교 야구단, 계성학교 야구단, 배재고등보통학교 야구단, 송도고등보통학교 야구단, 숭실학교 야구단, 오산학교 야구단, 중앙고등보통학교 야구단, 휘문고등보통학교 야구단 등 8개 야구단이 참가했다. 1922년 10월 14일 9시 25분부터 시작된 숭실학교 야구단과 경신학교 야구단 간의 1라운드 첫번째 경기는 10:6으로 숭실학교 야구단이 승리했고, 이어서 진행된 송도고등보통학교 야구단과 휘문고등보통학교 야구단 간의 1라운드 두번째 경기는 10:1로 휘문고등보통학교 야구단이 승리하며 준결승에 진출했다. 오산학교 야구단과 배재고등보통학교 야구단 간의 1라운드 세번째 경기는 배재고등보통학교 야구단이 5:3으로 승리했고, 계성학교 야구단과 중앙고등보통학교 야구단 간의 1라운드 네번째 경기는 계성학교 야구단이 9:8로 승리하며 준결승에 진출했다. 1라운드 종료 후 준결승 대진 추첨을 통해 결정된 휘문고등보통학교 야구단과 배재고등보통학교 야구단 간의 준결승 첫번째 경기는 1922년 10월 14일 17시에 시작되어 배재고등보통학교 야구단이 3:0으로 이기며 결승에 진출했고, 1922년 10월 16일 9시 5분에 시작된 숭실학교 야구단과 계성학교 야구단 간의 준결승 두번째 경기는 숭실학교 야구단이 8:4로 이기며 결승에 진출했다. 1922년 10월 17일 11시에 시작된 배재고등보통학교 야구단과 숭실학교 야구단 간의 결승 경기는 5:2로 배재고등보통학교 야구단이 승리하며 대회 우승을 차지했다.

## 메달 집계

### 최종 순위
| 순위 | 선수단   | 금메달 | 은메달 | 동메달 | 메달 합계 |
| ---- | -------- | ------ | ------ | ------ | --------- |
| 1    | 경기도   | 2      | 1      | 1      | 4         |
| 2    | 평안남도 | 0      | 1      | 1      | 2         |
| 3    | 경상북도 | 0      | 0      | 1      | 1         |
| 4    | 평안북도 | 0      | 0      | 0      | 0         |
| 합계 | 합계     | 2      | 2      | 3      | 7         |

### 청년부 메달 집계
| 순위 | 선수단   | 금메달 | 은메달 | 동메달 | 메달 합계 |
| ---- | -------- | ------ | ------ | ------ | --------- |
| 1    | 경기도   | 1      | 1      | 0      | 2         |
| 2    | 평안남도 | 0      | 0      | 1      | 1         |
| 3    | 경상북도 | 0      | 0      | 0      | 0         |
| 합계 | 합계     | 1      | 1      | 1      | 3         |

### 중학부 메달 집계
| 순위 | 선수단   | 금메달 | 은메달 | 동메달 | 메달 합계 |
| ---- | -------- | ------ | ------ | ------ | --------- |
| 1    | 경기도   | 1      | 0      | 1      | 2         |
| 2    | 평안남도 | 0      | 1      | 0      | 1         |
| 3    | 경상북도 | 0      | 0      | 1      | 1         |
| 4    | 평안북도 | 0      | 0      | 0      | 0         |
| 합계 | 합계     | 1      | 1      | 2      | 4         |

### 메달 수상자
| 종목        | 금                             | 은                       | 동                             |
| ----------- | ------------------------------ | ------------------------ | ------------------------------ |
| 청년부 남자 | 중앙체육부 야구단 (경기)       | 배재구락부 야구단 (경기) | 숭실구락부 야구단 (평남)       |
|             |                                |                          |                                |
| 중학부 남자 | 배재고등보통학교 야구단 (경기) | 숭실학교 야구단 (평남)   | 계성학교 야구단 (경북)         |
| 중학부 남자 | 배재고등보통학교 야구단 (경기) | 숭실학교 야구단 (평남)   | 휘문고등보통학교 야구단 (경기) |

## 참고 문헌
- “대한체육회 국내종합경기대회”. 대한체육회.
- “제3회 전국체육대회”. 대한체육회.
- “제3회 전국체육대회 야구 경기 결과”. 대한체육회.
- “제3회 전국체육대회 야구 청년부 경기 결과”. 대한체육회.
- “제3회 전국체육대회 야구 청년부 남자 단체 경기 결과”. 대한체육회.
- “제3회 전국체육대회 야구 중학부 경기 결과”. 대한체육회.
- “제3회 전국체육대회 야구 중학부 남자 단체 경기 결과”. 대한체육회.
- “제3회 전국체육대회 야구 경기 결과”. 대한체육회.[깨진 링크(과거 내용 찾기)]
- 《대한체육회 50년》. 대한체육회. 1970. 2020년 11월 8일에 원본 문서에서 보존된 문서. 2022년 11월 5일에 확인함.
- 《대한체육회 70년사》. 대한체육회. 1990. 2020년 11월 8일에 원본 문서에서 보존된 문서. 2022년 11월 5일에 확인함.
- 《대한체육회 90년사》. 대한체육회. 2011. 2020년 11월 8일에 원본 문서에서 보존된 문서. 2022년 11월 5일에 확인함.
- 대한체육회 100주년 기념사업부 (2020). 《대한민국 체육 100년》. 대한체육회. 2023년 9월 21일에 원본 문서에서 보존된 문서. 2024년 4월 4일에 확인함.
- “第三回全朝鮮野球大會(제삼회전조선야구대회)”. 동아일보. 1922년 10월 2일.
- “第三回全朝鮮野球大會(제삼회전조선야구대회)”. 동아일보. 1922년 10월 3일.
- “第三回全朝鮮野球大會(제삼회전조선야구대회)”. 동아일보. 1922년 10월 4일.
- “各團(각단)의練習猛烈(연습맹렬)”. 동아일보. 1922년 10월 7일.
- “第三回全朝鮮野球大會(제삼회전조선야구대회)”. 동아일보. 1922년 10월 7일.
- “第三回全朝鮮野球大會(제삼회전조선야구대회)”. 동아일보. 1922년 10월 8일.
- “第三回全朝鮮野球大會(제삼회전조선야구대회)”. 동아일보. 1922년 10월 9일.
- “第三回全朝鮮野球大會(제삼회전조선야구대회)”. 동아일보. 1922년 10월 10일.
- “大邱軍京城出戰(대구군경성출전)”. 동아일보. 1922년 10월 10일.
- “野球申請(야구신청)은今日限(금일한)”. 동아일보. 1922년 10월 11일.
- “第三回全朝鮮野球大會(제삼회전조선야구대회)”. 동아일보. 1922년 10월 11일.
- “臨迫(임박)한野球大會(야구대회)”. 동아일보. 1922년 10월 12일.
- “十四團(십사단)의競技順序(경기순서)”. 동아일보. 1922년 10월 13일.
- “작일톄육회의야구대회츄첨 (긔사참조)”. 동아일보. 1922년 10월 13일.
- “橫說竪說(횡설수설)”. 동아일보. 1922년 10월 14일.
- “全朝鮮(전조선)의健兒(건아)가 날내인재조를자랑하는 금일의젼조선야구대회 來(내)하라!此民族的運動(차민족적운동)에”. 동아일보. 1922년 10월 14일.
- “第三回全朝鮮野球大會學生戰(제삼회전조선야구대회학생전)”. 동아일보. 1922년 10월 14일.
- “滿都(만도)의人氣(인기)는沸騰(비등)”. 동아일보. 1922년 10월 15일.
- “휴지통”. 동아일보. 1922년 10월 15일.
- “奮鬪(분투)!激戰(격전)!”. 동아일보. 1922년 10월 16일.
- “第三回全朝鮮野球大會第二日(제삼회전조선야구대회제이일)”. 동아일보. 1922년 10월 16일.
- “장괘한야구대회의싸홈 (상)학교생도응원단의녈광응원하는광경 (하)휘문학교와배재학교의분투한긔록판”. 동아일보. 1922년 10월 16일.
- “加一層(가일층)의活氣(활기)로”. 동아일보. 1922년 10월 17일.
- “第三回全朝鮮野球大會决勝戰(제삼회전조선야구대회결승전)”. 동아일보. 1922년 10월 17일.
- “靑年團戰(청년단전) 培材對延禧(배재대연희)”. 동아일보. 1922년 10월 17일.
- “둘재날의야구대회”. 동아일보. 1922년 10월 17일.
- “優勝(우승)의榮光(영광)은”. 동아일보. 1922년 10월 17일.
- “决勝戰(결승전) 學生戰(학생전)의桂冠(계관)은”. 동아일보. 1922년 10월 18일.
- “拍手(박수)에싸힌最後戰(최후전)”. 동아일보. 1922년 10월 19일.
- “第三回全朝鮮野球大會所感(제삼회전조선야구대회소감) (一(일))”. 동아일보. 1922년 10월 21일.
- “第三回全朝鮮野球大會所感二(제삼회전조선야구대회소감이)”. 동아일보. 1922년 10월 22일.
- “第三回全朝鮮野球大會所感(제삼회전조선야구대회소감) (三(삼))”. 동아일보. 1922년 10월 23일.
- “第三回全朝鮮野球大會所感四(제삼회전조선야구대회소감사)”. 동아일보. 1922년 10월 24일.
- “第三回全朝鮮野球大會所感五(제삼회전조선야구대회소감오)”. 동아일보. 1922년 10월 25일.
- “第三回全朝鮮野球大會所感(제삼회전조선야구대회소감)”. 동아일보. 1922년 10월 26일.
- “第三回全朝鮮野球大會所感(제삼회전조선야구대회소감) (七(칠))”. 동아일보. 1922년 10월 28일.
- “第三回全朝鮮野球大會所感(제삼회전조선야구대회소감) (八(팔))”. 동아일보. 1922년 10월 30일.
- “第三回全朝鮮(제삼회전조선) 野球大會所感(야구대회소감) 九(구)”. 동아일보. 1922년 11월 1일.
- “第三回全朝鮮野球大會所感(제삼회전조선야구대회소감) (十(십))”. 동아일보. 1922년 11월 2일.
- “第三回全朝鮮野球大會所感(제삼회전조선야구대회소감) (十一(십일))”. 동아일보. 1922년 11월 3일.
- “임박한 제3회 전조선 야구대회 (1922.10.12.)”. 근대뉴스. 2022년 10월 12일.